# Espírito Santo
Espírito Santo (hrv. Duh Sveti) jedna je od država u Brazilu, smještena na jugoistoku zemlje. Glavni grad je Vitória, a najveći grad Vila Velha. Država je dobila naziv po Duhu Svetomu. Skoro 40% teritorija je uz obalu oceana, gdje se nalaze najpoznatije luke te najpoznatija turistička odredišta. Glavni grad Vitória nalazi se na otoku, dok se na krajnjem sjeveru nalazi mjesto Conceição da Barra poznato po svojim pješčanim dinama.
Država Espírito Santo obuhvaća 46 180 km2 i veličine je Estonije. Otok Trindade i Martim Vaz nalazi se 715 kilometara istočno od Vitórije i također pripada državi Espírito. Najveća rijeka je Doce, druge poznate rijeke su Santa Maria koja se nalazi na sjeveru i Jucu, koja se nalazi na jugu. Klima je u priobalnom području tropska sa suhom zimom i kišnim ljetima. Sjeverno od rijeke Doce, klima je pretežno suha i topla, dok je u planinskom području hladnije. Područje oko rijeke Doće ima 26 većih jezera od kojih je najveće jezero Juparanã. 
Espírito Santo nalazi se na krajnjem istoku, jugoistočne podregije Brazila, koja obuhvaća države Sao Paulo, Minas Gerais i Rio de Janeiro. Na istoku izlazi na Atlantski ocean, na sjeveru je držaba Bahia, na zapadu Minas Gerais, a na jugu Rio de Janeiro. Pored Vitórije, veći gradovi su: Serra , Cariacica, Cachoeiro de Itapemirim, Colatina, Linhares, São Mateus i Aracruz. Stanovnici ove države nose nadimak Capixabas, što je izraz koji su lokalni domoroci nadjenuli portugalskim kolonistima, i po jednom tumačenju predstavlja kukuruznu svilu, jer su kolonisti koji su došli u ovo područje imali svijetli ten.
Država Espírito Santo ima preko 3,5 mil. stanovnika, što predstavlja gustoću naseljenosti od 72,7 stanovnika po kvadratnom kilometru. Stanovnice miješane puti (Pardosa) čine oko 48% stanovništva, bijelci 43%, crnci 8%. Espírito Santo je država koja je u prošlosti imala znatno veći broj stanovnika svijetle puti, 1940. godine bilo ih je između 70-80%, ovo područje su u velikoj mjeri naseljavali doseljenici iz Italije, Njemačke i Poljske, ali s obzirom na to da ova država nije imala veliku naseljenost, počeli su je naseljavati stanovnici iz pograničnih država prije svega iz Bahije, koja je država s najvećim postotkom afrobrazilskog stanovništva u Brazilu.

## Galerija
- Vila Velha
- Nacionalni park Caparaó
- Plaža u Guarapariju
- Kazalište u Vitóriji
- Vulkanski otok Trindade